# Ela Rose
Manuela Chereji (n. 4 ianuarie 1990, Ștei, județul Bihor), cunoscută mai mult sub numele scenic Ela Rose, este o cântăreață română de muzică dance.

## Biografie
Manuela Chereji s-a născut pe 4 ianuarie 1990, în orașul Ștei, județul Bihor. Ea a fost pasionată de muzică încă din copilărie, cântând în corul școlii, iar apoi la diverse serbări, petreceri, festivaluri și concursuri de muzică.

### Debutul:I Can Feel
În 2008, în timp ce cânta la Zilele orașului Ștei, Manuela a fost observată de producătorul David Deejay, care i-a propus să vină la studioul său pentru a înregistra o piesă. 
Tot David Deejay a fost cel mare i-a dat numele de scenă "Ela Rose". Cântăreața a debutat în martie 2009, la 18 ani, cu single-ul „I Can Feel”.
După absolvirea Colegiului Național "Avram Iancu" din Ștei, Ela Rose s-a mutat la București. Acum studiază jurnalismul la o facultate particulară și continuă, în paralel, cariera de cântăreață.
Piesa „I Can Feel” a devenit hit în scurt timp, fiind difuzată intens posturile de radio, și fiind desemnată ”Piesa anului 2009” la postul Vibe FM. Videoclipul piesei a fost filmat în Ungaria (Budapesta) și a fost regizat de Dragoș Buliga.
Pe plan internațional, „I Can Feel” a fost difuzată și la posturile de radio din câteva țări europene, fiind inclusă în playlist-ul Ministry of Sound.

### 2010–prezent
La sfârșitul anului 2010, Ela Rose a lansat cel de-al doilea single din carieră, „No You, No Love”. Piesa a fost realizată în colaborare cu DJ Gino Manzotti (DJ Project) și Adi Colceru (David Deejay).
În primăvara anului 2011, Ela Rose a lansat cel de-al treilea single oficial, „Lovely Words”. Piesa a avut mare succes în afara României, mai ales în Grecia, Bulgaria și Serbia, țări în care s-a clasat pe poziții înalte în topurile muzicale de specialitate.  În Grecia, Ela Rose și „Lovely words” au fost timp de patru săptămâni consecutive Nr.1 în Top 30 la Heat Radio, unul dintre cele mai ascultate posturi grecești. 
Videoclipul piesei a fost filmat în vara lui 2011 pe malul Mării Negre. 

În luna aprilie a anului 2016, Adela Popescu, fosta solistă a DjProject a fost înlocuită de Ela Rose. Alături de Ela, băieții de la DjProject au lansat single-ul "Sevraj".

## Discografie

### Single-uri
- I Can Feel (2009)
- No U No Love feat. Gino Manzotti (2010)
- Lovely Words (2011)[2]
- I'm Done feat. David Deejay (2012)
- "Mi-e frică"  feat. Cortes  (2014)
- "Dacă tu ai pleca"  feat. Doddy  (2015)
- "You own my heart"  feat. BeatGhosts  (2015)
- "Sevraj"  feat. DJ Project  (2016)

### Single-uri promoționale
- I Can Feel feat. David DeeJay (UK)[3]